# الکساندریا (میزوری)
الکساندریا، میسوری (به انگلیسی: Alexandria, Missouri) یک شهر در ایالات متحده آمریکا است که در شهرستان کلرک (ابهام‌زادیی) واقع شده‌است.

## خصوصیات
الکساندریا ۱٫۰۱ کیلومترمربع مساحت و ۱۵۹ نفر جمعیت دارد و ۱۴۹ متر بالاتر از سطح دریا واقع شده‌است.